# Prima Presidenza

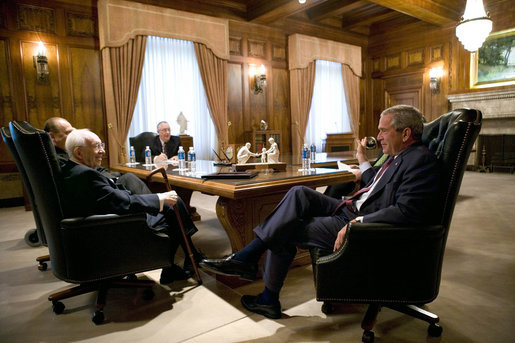
George W. Bush (destra) incontra il Primo Presidente nell'agosto del 2006. Seduti in senso orario troviamo: Gordon B. Hinckley, presidente; Thomas S. Monson, Primo consigliere (coperto); e James E. Faust, Secondo consigliere (coperto); e F. Michael Watson, Segretario Esecutivo. Dal periodo di questa foto, Hinckley e Faust sono morti e la Prima Presidenza è stata riorganizzata.

La Prima Presidenza (anche chiamata Quorum della Presidenza della chiesa o semplicemente la Presidenza) è l'organo di governo della Chiesa di Gesù Cristo dei santi degli ultimi giorni (mormoni). Esso è composto dal Presidente della Chiesa e dai suoi consiglieri. Il Primo Presidente attualmente è Thomas S. Monson e i suoi due consiglieri sono, Henry B. Eyring e Dieter F. Uchtdorf.

## Membri
La Prima Presidenza è composta dal Presidente della Chiesa e dai suoi consiglieri. La maggior parte delle Presidenze è stata composta dal Presidente e da due consiglieri, ma in varie circostanze è stato aggiunto un consigliere (come nel caso di David O. McKay che ne aveva cinque o Brigham Young che ne aveva otto).
I consiglieri sono scelti in genere tra i membri del Quorum dei Dodici, anche se ci sono state molte eccezioni in cui i consiglieri erano Vescovi Presidenti o altri membri della chiesa. Ogni Sommo Sacerdote è eleggibile come consigliere della Prima Presidenza. Ci sono stati anche alcuni casi in cui i consiglieri furono ordinati Apostoli e divennero membri del Quorum dei Dodici dopo esser messi da parte come consiglieri della prima presidenza (ad esempio J. Reuben Clark). Ci sono anche altri casi in cui i consiglieri furono ordinati come Apostoli, senza far parte del Quorum dei Dodici (ad esempio Alvin R. Dyer). Altri consiglieri, invece, non furono mai ordinati come Apostoli (ad esempio Charles W. Nibley; John R. Winder). Che siano o non siano Apostoli, tutti i membri della Prima Presidenza sono considerati dalla chiesa profeti, veggenti e rivelatori
I consiglieri sono formalmente denominati "Primo Consigliere della Prima Presidenza" e "Secondo Consigliere della Prima Presidenza" in base all'ordine in cui vengono scelta dal presidente. Si possono scegliere altri consiglieri in modi differenti, tra cui in "Terzo Consigliere della Prima Presidenza" (ad esempio Hugh B. Brown), "Assistente Consigliere alla Presidenza" (ad esempio John Willard Young), o semplicemente "Consigliere alla Prima Presidenza" (ad esempio Thorpe B. Isaacson).
I consiglieri aiutano il Primo Presidente fino alla loro morte o a quella del presidente che li ha nominati, o fino a che non vengano sostituiti dal presidente. La morte del presidente della chiesa scioglie la Prima Presidenza e assegna la guida temporanea della chiesa al Presidente del Quorum dei Dodici. La morte o l'abbandono di uno dei consiglieri non scioglie la Prima Presidenza.
Spesso, i consiglieri superstiti del defunto presidente sono chiamati come consiglieri della nuova Prima Presidenza, e un consigliere infermo può tornare al suo posto tra i Dodici Apostoli, mentre un uomo più sano è chiamato come consigliere al suo posto. Alla morte o all'abbandono del primo consigliere, il secondo consigliere di solito diventa il primo e un nuovo secondo consigliere viene nominato. Anche se questi sono eventi abbastanza comuni, non ci sono regole ferree riguardo a tali pratiche e ogni presidente è libero di scegliere i consiglieri che preferisce.

### Titolo dei membri
Come il presidente della chiesa e il Presidente del quorum dei dodici apostoli, ci si riferisce ai consiglieri della Prima Presidenza con il titolo di "Presidente".

### Destituzione
Anche se da molti anni non c'è un movimento popolare nella chiesa che chiedessa la rimozione di un membro della Prima Presidenza rimosso o la sua punizione, un membro potrebbe teoricamente essere rimosso dalla sua posizione o in altro modo deciso dal "Consiglio Comune della Chiesa".

## Doveri
La Prima Presidenza è il più alto rango del sacerdozio della chiesa. I consiglieri assistono il presidente lavorando a stretto contatto con lui per guidare tutta la Chiesa e nell'assolvimento dei suoi compiti. La Prima Presidenza ha l'autorità teorica sulle decisioni finali su quasi tutte le questioni che possono influire sulla chiesa e le sue operazioni, anche se in pratica la Prima Presidenza ha delegato molto del suo potere decisionale ai membri del Quorum dei Dodici, ai Settanta, al Vescovo Presidente, e ai leader locali della chiesa. Tuttavia, la Prima Presidenza ha mantenuto il suo generale potere decisionale in una serie di ambiti significativi e può in qualsiasi momento scegliere di ignorare le decisioni di un quorum chiesa minore o autorità.
In caso di infermità del presidente, i suoi consiglieri possono sostituirlo nella maggior parte dei doveri che normalmente sono a carico del presidente. Se necessario, è possibile nominare degli altri consiglieri per assistere i primi due, anche se il presidente della chiesa rimane l'unica persona sulla terra autorizzata ad usare tutte le chiavi del sacerdozio. Tutti i membri della Prima Presidenza sono considerati dalla chiesa profeta, veggente e rivelatore
Tutti i membri della Prima Presidenza sono anche membri del Consiglio per la disposizione delle decime della chiesa, un organismo che determina come i fordi derivati dalle decime debbano essere spesi.

## Attuale Prima Presidenza
Il Presidente attuale fu nominato il 4 febbraio 2008. Il presidente, Thomas S. Monson, e i suoi consiglieri Henry B. Eyring e Dieter F. Uchtdorf furono sostenuti dal Quorum dei Dodici il 3 febbraio.
La Prima Presidenza precedente du sciolta il 27 gennaio 2008 con la morte del presidente Gordon B. Hinckley.

## Cronologia della Prima Presidenza
| Data                                | Presidente della Chiesa                                                                               | Primo Consigliere    | Secondo Consigliere   | Altri consiglieri | Cambiamenti |
| ----------------------------------- | --- | -------------------- | --------------------- | --- | --- |
| 8 marzo 1832 – 3 dicembre 1832      | Joseph Smith, Jr.                                                                                     | Jesse Gause          | Sidney Rigdon         | | Organizzazione iniziale della Prima Presidenza |
| 3 dicembre 1832 – 18 marzo 1833     | Joseph Smith, Jr.                                                                                     |                      | Sidney Rigdon         | | Jesse Gause scomunicato |
| 18 marzo 1833 – 5 dicembre 1834     | Joseph Smith, Jr.                                                                                     | Sidney Rigdon        | Frederick G. Williams | | Sidney Rigdon chiamato Primo Consigliere; Frederick G. Williams chiamato Secondo Consigliere |
| 5 dicembre 1834 – 3 settembre 1837  | Joseph Smith, Jr. Oliver Cowdery (Assistente del Presidente)                                          | Sidney Rigdon        | Frederick G. Williams | | Oliver Cowdery chiamato come Assistente del Presidente della Chiesa |
| 3 settembre 1837 – 7 novembre 1837  | Joseph Smith, Jr. Oliver Cowdery (Assistente del Presidente)                                          | Sidney Rigdon        | Frederick G. Williams | Oliver Cowdery (Assistente Consigliere) Hyrum Smith (Assistente Consigliere) John Smith (Assistente Consigliere) Joseph Smith, Sr. (Assistente Consigliere)                                                                                      | Hyrum Smith, John Smith and Joseph Smith, Sr. chiamati come Assistenti Consiglieri; Oliver Cowdery a cui venne dato anche il titolo di Assistente Consigliere                                       |
| 7 novembre 1837 – 11 aprile 1838    | Joseph Smith, Jr. Oliver Cowdery (Assistente del Presidente)                                          | Sidney Rigdon        | Hyrum Smith           | Oliver Cowdery (Assistente Consigliere) Joseph Smith, Sr. (Assistente Consigliere) John Smith (Assistente Consigliere) | Frederick G. Williams rifiutato come Secondo Consigliere alla conferenza della chiesa; Hyrum Smith chiamato come Secondo Consigliere                                                                |
| 11 aprile 1838 – 14 settembre 1840  | Joseph Smith, Jr.                                                                                     | Sidney Rigdon        | Hyrum Smith           | Joseph Smith, Sr. (Assistente Consigliere) John Smith (Assistente Consigliere) | Oliver Cowdery scomunicato |
| 14 settembre 1840 – 24 gennaio 1841 | Joseph Smith, Jr.                                                                                     | Sidney Rigdon        | Hyrum Smith           | John Smith (Assistente Consigliere) | Death of Joseph Smith, Sr. |
| 24 gennaio 1841 – 8 aprile 1841     | Joseph Smith, Jr. Hyrum Smith (Assistente del Presidente)                                             | Sidney Rigdon        | William Law           | John Smith (Assistente Consigliere) | Hyrum Smith chiamato come Assistente del Presidente della Chiesa; William Law rimpiazzò Hyrum Smith come Secondo Consigliere                                                                        |
| 8 aprile 1841 – 25 maggio 1842      | Joseph Smith, Jr. Hyrum Smith (Assistente del Presidente) John C. Bennett (Assistente del Presidente) | Sidney Rigdon        | William Law           | John Smith (Consigliere) | John C. Bennett chiamato come Assistente del Presidente |
| 25 maggio 1842 – 4 febbraio 1843    | Joseph Smith, Jr. Hyrum Smith (Assistente del Presidente)                                             | Sidney Rigdon        | William Law           | John Smith (Assistente Consigliere) | John C. Bennett dissociato |
| 4 febbraio 1843 – 18 aprile 1844    | Joseph Smith, Jr. Hyrum Smith (Assistente del Presidente)                                             | Sidney Rigdon        | William Law           | John Smith (Assistente Consigliere) Amasa M. Lyman (Consigliere) | Amasa M. Lyman chiamato come Consigliere |
| 18 aprile 1844 – 27 giugno 1844     | Joseph Smith, Jr. Hyrum Smith (Assistente del Presidente)                                             | Sidney Rigdon        |                       | John Smith (Assistente Consigliere) Amasa M. Lyman (Consigliere) | Apostasia di William Law |
| 27 dicembre 1847 – 11 marzo 1854    | Brigham Young                                                                                         | Heber C. Kimball     | Willard Richards      | | Riorganizzanione della Prima Presidenza dopo la morte di Joseph Smith, Jr. e Hyrum Smith |
| 11 marzo 1854 – 7 aprile 1854       | Brigham Young                                                                                         | Heber C. Kimball     |                       | | Morte di Willard Richards |
| 7 aprile 1854 – 1º dicembre 1856    | Brigham Young                                                                                         | Heber C. Kimball     | Jedediah M. Grant     | | Jedediah M. Grant chiamato come Secondo Consigliere |
| 1º dicembre 1856 – 4 gennaio 1857   | Brigham Young                                                                                         | Heber C. Kimball     |                       | | Morte di Jedediah M. Grant |
| 4 gennaio 1857 – 1º luglio 1866     | Brigham Young                                                                                         | Heber C. Kimball     | Daniel H. Wells       | | Daniel H. Wells chiamato come Secondo Consigliere |
| 1º luglio 1866 – 22 giugno 1868     | Brigham Young                                                                                         | Heber C. Kimball     | Daniel H. Wells       | Joseph F. Smith (Consigliere) | Joseph F. Smith chiamato come Consigliere |
| 22 giugno 1868 – 7 ottobre 1868     | Brigham Young                                                                                         |                      | Daniel H. Wells       | Joseph F. Smith (Consigliere) | Death of Heber C. Kimball |
| 7 ottobre 1868 – 8 aprile 1873      | Brigham Young                                                                                         | George A. Smith      | Daniel H. Wells       | Joseph F. Smith (Consigliere) | George A. Smith chiamato come Primo Consigliere |
| 8 aprile 1873 – 9 maggio 1874       | Brigham Young                                                                                         | George A. Smith      | Daniel H. Wells       | Joseph F. Smith (Consigliere) John Willard Young (Consigliere) George Q. Cannon (Consigliere) Brigham Young, Jr. (Consigliere) Lorenzo Snow (Consigliere) Albert Carrington (Consigliere)                                                        | John Willard Young, George Q. Cannon, Brigham Young, Jr., Lorenzo Snow, e Albert Carrington chiamati come Consiglieri                                                                               |
| 9 maggio 1874 – 1º settembre 1875   | Brigham Young                                                                                         | George A. Smith      | Daniel H. Wells       | Joseph F. Smith (Consigliere) John Willard Young (Assistente Consigliere) George Q. Cannon (Assistente Consigliere) Brigham Young, Jr. (Assistente Consigliere) Lorenzo Snow (Assistente Consigliere) Albert Carrington (Assistente Consigliere) | Titoli di tutti i consiglieri aggiunti (tranne Joseph F. Smith) cambiato in Assistente Consigliere                                                                                                  |
| 1º settembre 1875 – 8 ottobre 1876  | Brigham Young                                                                                         |                      | Daniel H. Wells       | Joseph F. Smith (Consigliere) John Willard Young (Assistente Consigliere) George Q. Cannon (Assistente Consigliere) Brigham Young, Jr. (Assistente Consigliere) Lorenzo Snow (Assistente Consigliere) Albert Carrington (Assistente Consigliere) | Morte di George A. Smith |
| 8 ottobre 1876 – 29 agosto 1877     | Brigham Young                                                                                         | John Willard Young   | Daniel H. Wells       | Joseph F. Smith (Consigliere) George Q. Cannon (Assistente Consigliere) Brigham Young, Jr. (Assistente Consigliere) Lorenzo Snow (Assistente Consigliere) Albert Carrington (Assistente Consigliere)                                             | John Willard Young chiamato come Primo Consigliere |
| 10 ottobre 1880 – 25 luglio 1887    | John Taylor                                                                                           | George Q. Cannon     | Joseph F. Smith       | | Riorganizzanione della Prima Presidenza dopo la morte di Brigham Young |
| 7 aprile 1889 – 2 settembre 1898    | Wilford Woodruff                                                                                      | George Q. Cannon     | Joseph F. Smith       | | Riorganizzanione della Prima Presidenza dopo la morte di John Taylor |
| 13 settembre 1898 – 21 aprile 1901  | Lorenzo Snow                                                                                          | George Q. Cannon     | Joseph F. Smith       | | Riorganizzanione della Prima Presidenza dopo la morte di Wilford Woodruff |
| 21 aprile 1901 – 6 ottobre 1901     | Lorenzo Snow                                                                                          |                      | Joseph F. Smith       | | Death of George Q. Cannon |
| 6 ottobre 1901 – 10 ottobre 1901    | Lorenzo Snow                                                                                          | Joseph F. Smith      | Rudger Clawson        | | Joseph F. Smith chiamato come Primo Consigliere; Rudger Clawson chiamato come Secondo Consigliere. NOTE: Questi consiglieri furono eletti, ma non ammessi a causa della morte di Snow 4 giorni dopo |
| 17 ottobre 1901 – 27 marzo 1910     | Joseph F. Smith                                                                                       | John R. Winder       | Anthon H. Lund        | | Riorganizzanione della Prima Presidenza dopo la morte di Lorenzo Snow |
| 27 marzo 1910 – 7 aprile 1910       | Joseph F. Smith                                                                                       |                      | Anthon H. Lund        | | Morte di John R. Winder |
| 7 aprile 1910 – 13 ottobre 1911     | Joseph F. Smith                                                                                       | Anthon H. Lund       | John Henry Smith      | | Anthon H. Lund chiamato come Primo Consigliere; John Henry Smith chiamato come Secondo Consigliere                                                                                                  |
| 13 ottobre 1911 – 7 dicembre 1911   | Joseph F. Smith                                                                                       | Anthon H. Lund       |                       | | Death of John Henry Smith |
| 7 dicembre 1911 – 19 novembre 1918  | Joseph F. Smith                                                                                       | Anthon H. Lund       | Charles W. Penrose    | | Charles W. Penrose chiamato come Secondo Consigliere |
| 23 novembre 1918 – 2 marzo 1921     | Heber J. Grant                                                                                        | Anthon H. Lund       | Charles W. Penrose    | | Riorganizzanione della Prima Presidenza dopo la morte di Joseph F. Smith |
| 2 marzo 1921 – 10 marzo 1921        | Heber J. Grant                                                                                        |                      | Charles W. Penrose    | | Death of Anthon H. Lund |
| 10 marzo 1921 – 16 maggio 1925      | Heber J. Grant                                                                                        | Charles W. Penrose   | Anthony W. Ivins      | | Charles W. Penrose chiamato come Primo Consigliere; Anthony W. Ivins chiamato come Secondo Consigliere                                                                                              |
| 16 maggio 1925 – 28 maggio 1925     | Heber J. Grant                                                                                        |                      | Anthony W. Ivins      | | Death of Charles W. Penrose |
| 28 maggio 1925 – 11 dicembre 1931   | Heber J. Grant                                                                                        | Anthony W. Ivins     | Charles W. Nibley     | | Anthony W. Ivins chiamato come Primo Consigliere; Charles W. Nibley chiamato come Secondo Consigliere                                                                                               |
| 11 dicembre 1931 – 6 aprile 1933    | Heber J. Grant                                                                                        | Anthony W. Ivins     |                       | | Death of Charles W. Nibley |
| 6 aprile 1933 – 23 settembre 1934   | Heber J. Grant                                                                                        | Anthony W. Ivins     | J. Reuben Clark, Jr.  | | J. Reuben Clark, Jr. chiamato come Secondo Consigliere |
| 23 settembre 1934 – 11 ottobre 1934 | Heber J. Grant                                                                                        |                      | J. Reuben Clark, Jr.  | | Death of Anthony W. Ivins |
| 11 ottobre 1934 – 14 maggio 1945    | Heber J. Grant                                                                                        | J. Reuben Clark, Jr. | David O. McKay        | | J. Reuben Clark, Jr. chiamato come Primo Consigliere; David O. McKay chiamato come Secondo Consigliere                                                                                              |
| 21 maggio 1945 – 4 aprile 1951      | George Albert Smith                                                                                   | J. Reuben Clark, Jr. | David O. McKay        | | Riorganizzanione della Prima Presidenza dopo la morte di Heber J. Grant |
| 9 aprile 1951 – 19 maggio 1959      | David O. McKay                                                                                        | Stephen L Richards   | J. Reuben Clark, Jr.  | | Riorganizzanione della Prima Presidenza dopo la morte di George Albert Smith |
| 19 maggio 1959 – 12 giugno 1959     | David O. McKay                                                                                        |                      | J. Reuben Clark, Jr.  | | Death of Stephen L Richards |
| 12 giugno 1959 – 22 giugno 1961     | David O. McKay                                                                                        | J. Reuben Clark, Jr. | Henry D. Moyle        | | J. Reuben Clark, Jr. chiamato come Primo Consigliere; Henry D. Moyle chiamato come Secondo Consigliere                                                                                              |
| 22 giugno 1961 – 6 ottobre 1961     | David O. McKay                                                                                        | J. Reuben Clark, Jr. | Henry D. Moyle        | Hugh B. Brown (Terzo Consigliere) | Hugh B. Brown Chiamato come Terzo Consigliere |
| 6 ottobre 1961 – 12 ottobre 1961    | David O. McKay                                                                                        |                      | Henry D. Moyle        | Hugh B. Brown (Terzo Consigliere) | Death of J. Reuben Clark, Jr. |
| 12 ottobre 1961 – 18 settembre 1963 | David O. McKay                                                                                        | Henry D. Moyle       | Hugh B. Brown         | | Henry D. Moyle chiamato come Primo Consigliere; Hugh B. Brown chiamato come Secondo Consigliere |
| 18 settembre 1963 – 4 ottobre 1963  | David O. McKay                                                                                        |                      | Hugh B. Brown         | | Death of Henry D. Moyle |
| 4 ottobre 1963 – 28 ottobre 1965    | David O. McKay                                                                                        | Hugh B. Brown        | N. Eldon Tanner       | | Hugh B. Brown chiamato come Primo Consigliere; N. Eldon Tanner chiamato come Secondo Consigliere |
| 28 ottobre 1965 – 29 ottobre 1965   | David O. McKay                                                                                        | Hugh B. Brown        | N. Eldon Tanner       | Thorpe B. Isaacson (Consigliere) | Thorpe B. Isaacson called as Consigliere |
| 29 ottobre 1965 – 6 aprile 1968     | David O. McKay                                                                                        | Hugh B. Brown        | N. Eldon Tanner       | Thorpe B. Isaacson (Consigliere) Joseph Fielding Smith (Consigliere) | Joseph Fielding Smith chiamato come Consigliere |
| 6 aprile 1968 – 18 gennaio 1970     | David O. McKay                                                                                        | Hugh B. Brown        | N. Eldon Tanner       | Thorpe B. Isaacson (Consigliere) Joseph Fielding Smith (Consigliere) Alvin R. Dyer (Consigliere) | Alvin R. Dyer chiamato come Consigliere |
| 23 gennaio 1970 – 2 luglio 1972     | Joseph Fielding Smith                                                                                 | Harold B. Lee        | N. Eldon Tanner       | | Riorganizzanione della Prima Presidenza dopo la morte di David O. McKay |
| 7 luglio 1972 – 26 dicembre 1973    | Harold B. Lee                                                                                         | N. Eldon Tanner      | Marion G. Romney      | | Riorganizzanione della Prima Presidenza dopo la morte di Joseph Fielding Smith |
| 30 dicembre 1973 – 23 luglio 1981   | Spencer W. Kimball                                                                                    | N. Eldon Tanner      | Marion G. Romney      | | Riorganizzanione della Prima Presidenza dopo la morte di Harold B. Lee |
| 23 luglio 1981 – 27 novembre 1982   | Spencer W. Kimball                                                                                    | N. Eldon Tanner      | Marion G. Romney      | Gordon B. Hinckley (Consigliere) | Gordon B. Hinckley chiamato come Consigliere |
| 27 novembre 1982 – 2 dicembre 1982  | Spencer W. Kimball                                                                                    |                      | Marion G. Romney      | Gordon B. Hinckley (Consigliere) | Death of N. Eldon Tanner |
| 2 dicembre 1982 – 5 novembre 1985   | Spencer W. Kimball                                                                                    | Marion G. Romney     | Gordon B. Hinckley    | | Marion G. Romney chiamato come Primo Consigliere; Gordon B. Hinckley chiamato come Secondo Consigliere                                                                                              |
| 10 novembre 1985 – 30 maggio 1994   | Ezra Taft Benson                                                                                      | Gordon B. Hinckley   | Thomas S. Monson      | | Riorganizzanione della Prima Presidenza dopo la morte di Spencer W. Kimball |
| 5 giugno 1994 – 3 marzo 1995        | Howard W. Hunter                                                                                      | Gordon B. Hinckley   | Thomas S. Monson      | | Riorganizzanione della Prima Presidenza dopo la morte di Ezra Taft Benson |
| 12 marzo 1995 – 10 agosto 2007      | Gordon B. Hinckley                                                                                    | Thomas S. Monson     | James E. Faust        | | Riorganizzanione della Prima Presidenza dopo la morte di Howard W. Hunter |
| 10 agosto 2007 – 6 ottobre 2007     | Gordon B. Hinckley                                                                                    | Thomas S. Monson     |                       | | MOrte di James E. Faust |
| 6 ottobre 2007 – 27 gennaio 2008    | Gordon B. Hinckley                                                                                    | Thomas S. Monson     | Henry B. Eyring       | | Henry B. Eyring chiamato come Secondo Consigliere |
| 3 febbraio 2008 –                   | Thomas S. Monson                                                                                      | Henry B. Eyring      | Dieter F. Uchtdorf    | | Riorganizzazione della Prima Presidenza dopo la morte di Gordon B. Hinckley |

## Membri della Prima Presidenza che non furono Apostoli
Non c'è nessuna regola che richiede che i consiglieri della Prima Presidenza siano anche apostoli della chiesa. I seguenti uomini sono stati consiglieri della Prima Presidenza durante gli anni indicati tra parentesi e non furono mai ordinati Apostoli:
- Sidney Rigdon (1832–1844)
- Jesse Gause (1832–1833)
- Frederick G. Williams (1833–1837)
- John Smith (1837–1844)
- Joseph Smith, Sr. (1837–1840)
- William Law (1841–1844)
- John C. Bennett (1841–1842)
- John R. Winder (1901–1910)
- Charles W. Nibley (1925–1931)
- Thorpe B. Isaacson (1965–1970)

## Consiglieri della Prima Presidenza non mantenuti dopo la riorganizzanione
- John Smith, Assistente Consigliere di Joseph Smith, Jr., non mantenuto come consigliere di Brigham Young
- Amasa M. Lyman, Assistente Consigliere di Joseph Smith, Jr., non mantenuto come consigliere di Brigham Young
- John Willard Young, Primo Consigliere di Brigham Young, non mantenuto come consigliere da John Taylor
- Daniel H. Wells, Secondo Consigliere di Brigham Young, non mantenuto come consigliere di John Taylor
- Brigham Young, Jr., Lorenzo Snow, e Albert Carrington, Assistenti Consiglieri di Brigham Young, non mantenuti come consiglieri da John Taylor
- Rudger Clawson, chiamata come Secondo Consigliere di Lorenzo Snow, non mantenuto come consigliere di Joseph F. Smith
- Hugh B. Brown, Primo Consigliere di David O. McKay, non mantenuto come consigliere di Joseph Fielding Smith
- Thorpe B. Isaacson e Alvin R. Dyer, Consiglieri di David O. McKay, non mantenuti come consiglieri da Joseph Fielding Smith
- Marion G. Romney, Primo Consigliere di Spencer W. Kimball, non mantenuto consigliere da Ezra Taft Benson

## Segretario della Prima Presidenza
La chiesa si avvale di un segretario per assistere il Primo Presidente nei suoi compiti amministrativi quotidiani. La posizione è pagata com un impiegato e non è considerato un membro effettivo della Prima Presidenza e dell'autorità generale della chiesa. Tuttavia, è comune che le lettere inviate dall'ufficio della Prima Presidenza ai privati portino la firma del segretario della Presidenza rispetto a qualsiasi altro membro della Presidenza.
La Prima Presidenza occupa anche assistenti segretari e addetti stampa. Quando David O. McKay divenne Presidente della Chiesa di Gesù Cristo dei santi degli ultimi giorni nel 1951, continuò mantenendo la sua segretaria personale, Clare Middlemiss, e spostò il segretario in carica, Joseph Anderson, in un uovo ufficio appositamente creato. D. Arthur Haycock fu anche segretario personale di molti presidenti durante il XX secolo.

### Cronologia dei segretari
- George W. Robinson (1838–1840)
- George Reynolds (1865–1909)
- George F. Gibbs (1909–1922)
- Joseph Anderson (1922–1970)
- Francis M. Gibbons (1970–1986)
- F. Michael Watson (1986–2008)
- Brook P. Hales  (2008– )